# Magne Haga
Magne Haga, född 14 september 1994, är en norsk längdskidåkare som debuterade i världscupen den 14 mars 2015 i Oslo i Norge. Han tog sin första pallplats i världscupen när han ingick i det norska andralag som blev trea i herrarnas stafett i Beitostølen i Norge, den 9 december 2018.
Haga blev världsmästare i skiathlon vid Juniorvärldsmästerskapen i nordisk skidsport 2015. Han är yngre bror till längdskidåkaren Ragnhild Haga.